# Chi McBride

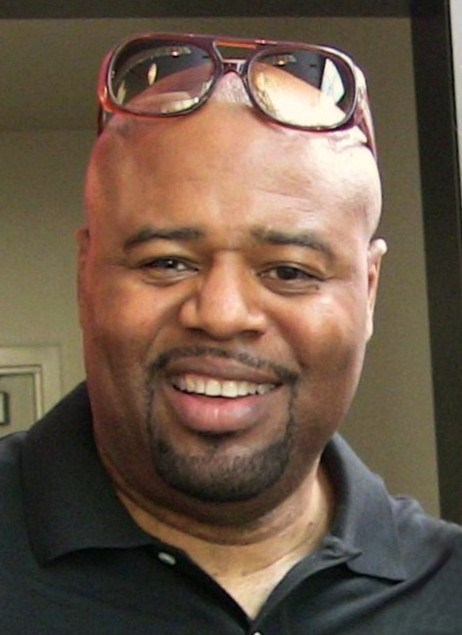
Chi McBride (2009)

Kenneth „Chi“ McBride (* 23. September 1961 in Chicago, Illinois) ist ein US-amerikanischer Schauspieler.

## Karriere
McBride begann seine Schauspielkarriere im Alter von 30 Jahren und übernahm Nebenrollen in bekannten US-amerikanischen Fernsehserien wie Der Prinz von Bel-Air, Eine schrecklich nette Familie und Nash Bridges. Seine erste Hauptrolle war die des Hausmeisters in der Sitcom Nachtschicht mit John. McBride wurde im Jahr 2001 für seine Rolle in der Fernsehserie Boston Public für den Television Critics Association Award nominiert. Im Jahr 2002 folgte die Nominierung für den AFI TV Award, im Jahr 2003 die Nominierung für den Satellite Award. 2013 übernahm McBride eine Gastrolle in der Serie Hawaii Five-0, die kurze Zeit später zu einer Hauptrolle ausgebaut wurde.
McBride ist seit 1982 verheiratet.

## Filmografie (Auswahl)
- 1993: Tina – What’s Love Got to Do with It? (What’s Love Got to Do with It)
- 1993–1996: Nachtschicht mit John (The John Larroquette Show)
- 1996: The Frighteners
- 1997: Harlem, N.Y.C. – Der Preis der Macht (Hoodlum)
- 1998: Das Mercury Puzzle (Mercury Rising)
- 2000: The Kid – Image ist alles (The Kid)
- 2000: Nur noch 60 Sekunden (Gone in 60 Seconds)
- 2000–2004: Boston Public (Fernsehserie)
- 2002: Die Straßen Harlems (Paid in Full)
- 2002: Narc
- 2002: Undercover Brother
- 2003: Born 2 Die
- 2004: Terminal
- 2004: I, Robot
- 2005: Dr. House (House, Fernsehserie)
- 2005: Boston Legal (Fernsehserie)
- 2005: AbServiert (Waiting…)
- 2005: Roll Bounce
- 2005: Killer Instinct (Fernsehserie)
- 2006: Ab in den Knast (Let’s Go to Prison)
- 2006: Annapolis – Kampf um Anerkennung (Annapolis)
- 2006: Die Solomon Brüder (The Brothers Solomon)
- 2006: Monk (Fernsehserie)
- 2006–2007: The Nine – Die Geiseln (The Nine, Fernsehserie)
- 2007–2008: Pushing Daisies (Fernsehserie)
- 2008: First Sunday
- 2010: Psych (Fernsehserie)
- 2010–2011: Human Target (Fernsehserie)
- 2011: How I Met Your Mother (Fernsehserie)
- 2011: Hawthorne (Fernsehserie)
- 2011/2015: Suits (2 Episoden)
- 2013: Golden Boy (Fernsehserie)
- 2013: Gangster Chronicles (Pawn Shop Chronicles)
- 2013–2020: Hawaii Five-0 (Fernsehserie, 160 Folgen)
- 2014: Draft Day
- 2022: Beavis and Butt-Head Do the Universe (Stimme)